# Церіккель

### Церіккель
Нижнє блакитне озеро розташоване на висоті 809 м над рівнем моря. Площа озера 0,0216 км² (235 Х 130 м). Точна глибина озера невідома. Раніше довгий час за офіційними даними вважалося, що вона становить 258 м, за іншими даними - до 368 м. Станом на початок 2018 року офіційно зафіксована глибина становить 279 м (друге за глибиною карстове озеро у світі). 
У вересні-жовтні 2016 року спеціалісти Центру підводних досліджень Російського географічного товариства провели масштабні дослідження озера. В одній із глибоководних печер, розташованій у південно-східній частині водойми за допомогою підводного робота «Марлін-350»
вдалося досягнути глибини 279 м. Однак, за словами керівника експедиції Сергія Фокіна, озеро може бути набагато глибшим. 
За результатами експедиції побудовано 3D-модель озера, а також визначено хімічний та біологічний склад води.
Має постійну температуру води 9,3 °C.
Проточне. Витік з озера постійний і не схильний до сезонних коливань. Становить він приблизно 70 млн л. води на добу. 
На березі розташовані турбази.
Вода кришталево чиста, прозора, стінки озера проглядаються до глибини 22 м. Її колір мінливий. При ясній погоді ніжно — блакитний, а при інших погодних умовах змінюється на блакитний (через вміст сірководню). Водна гладь озера спокійна, здається, воно завмерло, застигло у своїй таємничій, загадковій красі. Легенда свідчить, що озеро утворилося, коли на землю впав дракон, якого убив народний герой, прабатько сучасних жителів Північного Кавказу.